# Xertigny
Xertigny és un municipi francès, situat al departament dels Vosges i a la regió del Gran Est. L'any 2007 tenia 2.795 habitants.

## Demografia

### Població
El 2007 la població de fet de Xertigny era de 2.795 persones. Hi havia 1.150 famílies, de les quals 375 eren unipersonals (153 homes vivint sols i 222 dones vivint soles), 307 parelles sense fills, 339 parelles amb fills i 129 famílies monoparentals amb fills.
La població ha evolucionat segons el següent gràfic:
Habitants censats

### Habitatges
El 2007 hi havia 1.356 habitatges, 1.174 eren l'habitatge principal de la família, 74 eren segones residències i 107 estaven desocupats. 983 eren cases i 372 eren apartaments. Dels 1.174 habitatges principals, 781 estaven ocupats pels seus propietaris, 370 estaven llogats i ocupats pels llogaters i 23 estaven cedits a títol gratuït; 9 tenien una cambra, 78 en tenien dues, 192 en tenien tres, 313 en tenien quatre i 583 en tenien cinc o més. 790 habitatges disposaven pel capbaix d'una plaça de pàrquing. A 558 habitatges hi havia un automòbil i a 429 n'hi havia dos o més.

### Piràmide de població
La piràmide de població per edats i sexe el 2009 era:
| Homes | Edats   | Dones |
| ----- | ------- | ----- |
| 0     | 95 o +  | 16    |
| 4     | 90 a 94 | 16    |
| 32    | 85 a 89 | 24    |
| 16    | 80 a 84 | 32    |
| 28    | 75 a 79 | 76    |
| 64    | 70 a 74 | 72    |
| 68    | 65 a 69 | 88    |
| 72    | 60 a 64 | 96    |
| 72    | 55 a 59 | 40    |
| 116   | 50 a 54 | 108   |
| 100   | 45 a 49 | 92    |
| 84    | 40 a 44 | 84    |
| 120   | 35 a 39 | 132   |
| 96    | 30 a 34 | 108   |
| 92    | 25 a 29 | 84    |
| 48    | 20 a 24 | 44    |
| 88    | 15 a 19 | 88    |
| 116   | 10 a 14 | 72    |
| 116   | 5 a 9   | 52    |
| 68    | 0 a 4   | 56    |

## Economia
El 2007 la població en edat de treballar era de 1.712 persones, 1.198 eren actives i 514 eren inactives. De les 1.198 persones actives 1.032 estaven ocupades (570 homes i 462 dones) i 166 estaven aturades (81 homes i 85 dones). De les 514 persones inactives 211 estaven jubilades, 133 estaven estudiant i 170 estaven classificades com a «altres inactius».

### Ingressos
El 2009 a Xertigny hi havia 1.143 unitats fiscals que integraven 2.700,5 persones, la mediana anual d'ingressos fiscals per persona era de 15.864 €.

### Activitats econòmiques
Dels 124 establiments que hi havia el 2007, 4 eren d'empreses extractives, 3 d'empreses alimentàries, 1 d'una empresa de fabricació de material elèctric, 1 d'una empresa de fabricació d'elements pel transport, 13 d'empreses de fabricació d'altres productes industrials, 21 d'empreses de construcció, 25 d'empreses de comerç i reparació d'automòbils, 4 d'empreses de transport, 7 d'empreses d'hostatgeria i restauració, 1 d'una empresa d'informació i comunicació, 13 d'empreses financeres, 1 d'una empresa immobiliària, 12 d'empreses de serveis, 12 d'entitats de l'administració pública i 6 d'empreses classificades com a «altres activitats de serveis».
Dels 35 establiments de servei als particulars que hi havia el 2009, 1 era una oficina d'administració d'Hisenda pública, 1 gendarmeria, 1 oficina de correu, 2 oficines bancàries, 1 funerària, 4 tallers de reparació d'automòbils i de material agrícola, 1 taller d'inspecció tècnica de vehicles, 1 autoescola, 2 paletes, 3 guixaires pintors, 4 fusteries, 6 lampisteries, 1 electricista, 2 perruqueries, 1 veterinari, 3 restaurants i 1 saló de bellesa.
Dels 5 establiments comercials que hi havia el 2009, 2 eren fleques i 3 floristeries.
L'any 2000 a Xertigny hi havia 41 explotacions agrícoles que ocupaven un total de 2.010 hectàrees.

## Equipaments sanitaris i escolars
El 2009 hi havia 1 hospital de tractaments de mitja durada (seguiment i rehabilitació), 2 farmàcies i 1 ambulància.
El 2009 hi havia 2 escoles maternals i 2 escoles elementals. Xertigny disposava d'un col·legi d'educació secundària amb 426 alumnes.

## Poblacions més properes
El següent diagrama mostra les poblacions més properes.